# Steve Pelluer
Steven Carl Pelluer (Yakima, 29 luglio 1962) è un ex giocatore di football americano statunitense che ha giocato nel ruolo di quarterback nella National Football League (NFL). Fu scelto nel corso del quinto giro (113º assoluto) del Draft NFL 1984 dai Dallas Cowboys. Al college giocò a football all'Università di Washington.

## Carriera professionistica

### Dallas Cowboys
Pelluer fu scelto nel corso del quinto giro del Draft 1984 dai Dallas Cowboys. Nei primi due anni fu il terzo quarterback nelle gerarchie della squadra. Nel 1985, con la vittoria della NFC East division in bilico, fu costretto ad entrare in una equilibrata gara contro i New York Giants a causa degli infortuni degli altri due quarterback, Danny White e Gary Hogeboom. Pelluer si fece trovare pronto e guidò i Cowboys alla vittoria che permise loro di conquistare il titolo della NFC East.
Nel 1986 divenne la prima riserva dopo che Hogeboom fu scambiato e quando White si infortunò per tutto il resto della stagione nella settimana 9, fu nominato titolare per il resto dell'annata, mettendo in mostra un braccio potente e una grande mobilità. Contro i Seattle Seahawks stabilì il record di franchigia per passaggi completati consecutivamente (14).
Nel 1987 fu la riserva di White ma riconquistò il posto da titolare nella settimana 10. L'anno successivo, in una delle stagioni peggiori della storia della franchigia, partì come titolare in 14 gare su 16, passando 3.139 yard e 17 touchdown, ma la squadra terminò con un record di 3-13 (3-11 quando partì come titolare). Quell'anno contro i Chicago Bears subì un colpo violentissimo dal linebacker Mike Singletary che lo costrinse a uscire dal campo con una commozione cerebrale. Fu l'ultimo quarterback a partire come titolare e a vincere una gara sotto la direzione di Tom Landry.
L'anno successivo chiese di essere scambiato dopo che Jimmy Johnson fu assunto come capo-allenatore e la squadra aveva scelto due quarterback rookie nel draft (Troy Aikman e Steve Walsh).

### Kansas City Chiefs
Nel 1989, i Kansas City Chiefs scambiarono una scelta del terzo giro coi Dallas Cowboys per arrivare a Pelluer. Giocò due anni con la squadra, partendo solamente tre volte come titolare.

### Ultimi anni
Nel 1992, Pelluer firmò coi Denver Broncos ma fu svincolato prima dell'inizio della stagione regolare. Dopo tre anni di inattività firmò coi Winnipeg Blue Bombers della Canadian Football League e concluse la carriera passando le stagioni 1996 e 1997 coi Frankurt Galaxy della World League of American Football.

## Statistiche
| Yard passate  | 6.870 |
| Touchdown     | 29    |
| Intercetti    | 39    |
| Passer rating | 71,2  |